# Matteo Bono
Matteo Bono (Iseo, Llombardia, 11 de novembre de 1983) és un ciclista italià, ja retirat, que fou professional entre el 2006 i el 2018. Va córrer a l'estructura de l'equip UAE Abu Dhabi, amb els diversos noms que adoptà al llarg dels anys. En el seu palmarès destaca una victòria d'etapa a la Tirrena-Adriàtica i al Tour de Romandia, ambdues el 2007, així com una etapa a l'Eneco Tour del 2011.
Durant la seva carrera va exercir de gregari. Es retirà en acabar la temporada del 2018.

## Palmarès
- 2005
  - 1r al Trofeu de la vila de Brescia
- 2007
  - Vencedor d'una etapa a la Tirrena-Adriàtica
  - Vencedor d'una etapa al Tour de Romandia
- 2011
  - Vencedor d'una etapa a l'Eneco Tour

### Resultats al Tour de França
- 2008. 117è de la classificació general
- 2011. 93è de la classificació general
- 2013. Abandona (8a etapa)
- 2015. 118è de la classificació general
- 2016. 136è de la classificació general
- 2017. 111è de la classificació general

### Resultats al Giro d'Itàlia
- 2007. 139è de la classificació general
- 2009. 123è de la classificació general
- 2010. 86è de la classificació general
- 2012. 99è de la classificació general
- 2014. 77è de la classificació general

### Resultats a la Volta a Espanya
- 2013. 143è de la classificació general